# جون لويس غيرفيه
جون لويس غيرفيه هو سياسي أمريكي، ولد في 1741 في هانوفر في ألمانيا، وتوفي في 1798. انتخب عضو مجلس ولاية كارولاينا الجنوبية ‏.